# دنيس آيكهورن
دنيس آيكهورن (بالإنجليزية: Dennis Eichhorn)‏ هو كاتب أمريكي، ولد في 1946 في دير لودج في الولايات المتحدة، وتوفي في 8 أكتوبر 2015 في بويسي في الولايات المتحدة بسبب ذات الرئة.

## وصلات خارجية
- دنيس آيكهورن على موقع IMDb (الإنجليزية)